# カタール・ペトロリアム
カタールエナジー（Qatar Energy, 旧称: カタール・ペトロリアム）はカタールの国営石油会社。

## 概要
1974年に会社設立。石油業では世界3位の規模を誇る。
現在ドルフィン・エネルギーとムバダラ・ディベロプメント・カンパニー、オクシデンタル・ペトロリウムと共同でドルフィン・ガス・プロジェクトを進行中である。
2021年10月、社の新しい戦略を反映するため社名を「カタール・ペトロリアム」から「カタールエナジー」に変更した。
2022年11月21日には中国と天然ガス供給で「史上最長期間」となる27年契約を締結したと発表。これについてCEOのサアド・シェリダ・カアビ（Saad Sherida Al-Kaabi）氏は「LNG業界史上最長期間となるガス供給契約」と述べた。